# 阿列克萨·沙波尼奇
阿列克萨·沙波尼奇（羅馬化：Aleksa Šaponjić，1992年6月4日—），塞尔维亚男子水球运动员。他曾代表塞尔维亚国家队参加2012年夏季奥林匹克运动会水球比赛，获得一枚铜牌。